# ウォッカ・コリンズ (バンド)
ウォッカ・コリンズ (Vodka Collins) は、1972年頃に結成され、東京を拠点とした日米混成のロック・バンド。結成当初からかまやつひろしのバックバンドを務めたり、自然とオレンジ（陳信輝や渡辺茂樹らのいたオレンジとは同名異バンド）に移行していったこともあり、結成や解散の年月日は不明確である。

## 略歴
1971年暮れ～1972年初頭あたりにドラマーの大口広司（元ザ・テンプターズ）とボーカリスト/ギタリストのアラン・メリルとが意気投合してバンドを組むことになり、ベーシストとして横内タケ（元ハイソサエティー＝フォーリーブスのバックバンド）を引き入れた。横内はギタリストであったが、メリルとのセッションで、その演奏感覚を学びたいと思い、ベーシストとしてのバンド参加を決めたという。活動の末期にメリルが脱退（無断で渡英）した後は、新たなベーシスト（石井治郎）を入れて横内がギターを弾いたが、1974年頃に解散した（大口も抜けてかまやつのバックバンド・オレンジになった）。
1996年に再結成して活動した際には、不参加の横内に代わって加部正義（元ザ・ゴールデン・カップス）がベースを担当した。さらにムッシュかまやつ（かまやつひろし）もギター/コーラスで加わった。実質的に1998年まで活動した。
ちなみに、1990年にもウォッカ・コリンズという名を使って日本国内（東京、名古屋、大阪）のライブツアーが行われたが、女性コーラス隊＆ホーンセクション＆キーボードも加えたバブル時代末期を象徴するような大所帯の編成で、まるでアラン・メリル・バンドに大口がゲスト参加しているかのような体であった（横内・かまやつ・加部はおらず欧米人のギタリスト・ベーシストが帯同していた）。この時期には、シングルやアルバムといった作品は発表していない。但し、このときのライブの模様は記録されており、2008年にメリルのソロ作品『The Aleecat, Live In Japan』として発表されたり、一部が『Boy's Life』（1998年）に収録されたりしている。非公式ながらインクスティック芝浦ファクトリー公演の映像も残されている。また、テレビ出演も積極的に行った。なお、メリルは1987年にも再結成してレコーディングセッションを行ったとし、『Boy's Life』で7曲（収録曲の半数）を公開したが、1987年はミートローフとのワールドツアーで多忙を極めており、しかも予定されていた日本公演はキャンセルされているので、大口ら日本人とセッションする余裕や機会はなかったと推察される。いずれにせよ、1987年にはウォッカ・コリンズとして表立った活動をしなかったので、再結成と称するには疑問が残る。
バンド名は、キース・リチャーズのファンであった大口が、ローリング・ストーンズのメンバーが好きなカクテルとされていたウォッカ・コリンズから名づけたものである。
ウォッカ・コリンズがリリースした楽曲は、すべてリードシンガーであったアラン・メリルが作曲したオリジナル曲であった。全活動期間中にアルバムは5枚制作されたが、最も有名なのはグラムロックとして扱われる1stアルバム『東京-ニューヨーク (Tokyo - New York)』で、1973年にEMIからリリースされた。その他4枚のアルバムは再結成後のもので、『Chemical Reaction』（1996年リリース、収録曲の大半が1stアルバム曲の再録音である2ndアルバム）、『Pink Soup』（1996年リリース、3rdアルバム）、『Boy's Life』（1998年リリース、再結成時に録音された未発表曲集）、『Boys In The Band』（2004年リリース、ベスト盤的なコンピレーション作品）となる。このバンドの大きな功績の1つは、日本語によるグラムロックの最初のシングルを録音して発売したことであった。1973年の両A面シングル「Sands Of Time/Automatic Pilot」は、EMIから発売された。
1973年4月27日に、ジャクソン5が日本初公演を東京の帝国劇場で行った際、ウォッカ・コリンズは前座を務めた。この公演はフジテレビが放送した。
バンドの創設メンバーでドラマーであった大口広司は、2009年1月25日に逝去した。翌2010年1月25日には、オリジナル・メンバー全員が参加し、大口の追悼コンサートが東京のduo MUSIC EXCHANGEで開催され、富岡 "グリコ" 義広がドラムスを担当した。
その後、かまやつひろし（2017年3月1日没）、アラン・メリル（2020年3月29日没）、加部正義（2020年9月26日没）も鬼籍に入った。

## ディスコグラフィ

### アルバム
- 東京-ニューヨーク (Tokyo - New York)
- Chemical Reaction[12]
- Pink Soup[13]
- Boy's Life（一般流通経路には乗らなかった自主製作盤）[9]
- Boys In The Band[14]

関連作：1974 ONE STEP FESTIVAL / かまやつひろし＆オレンジ（2019年リリース、福島県郡山でのライブ音源）